# Rimae Triesnecker
Rimae Triesnecker – grupa rowów  na powierzchni Księżyca o średnicy około 215 km. Znajduje się na obszarze Sinus Medii, na współrzędnych selenograficznych ☾ 4,3°N 4,6°E/4,300000 4,600000. Nazwa tego systemu kanałów została nadana w 1964 roku przez Międzynarodową Unię Astronomiczną i pochodzi od pobliskiego krateru Triesnecker.